# Президентские выборы в Перу (1890)
Президентские выборы в Перу проходили 13 апреля 1890 году. В результате победу одержал Ремихио Моралес Бермудес от  Конституционной партии, который получил 67,96% голосов.

## Результаты
| Кандидат                            | Партия                              | Голоса | %      |
| ----------------------------------- | ----------------------------------- | ------ | ------ |
| Ремихио Моралес Бермудес            | Конституционная партия              | 2 899  | 67,96  |
| Франсиско Рохас                     | Гражданская партия                  | 1 315  | 30,82  |
| Мануэль Гонсалес Прада              | Национальный союз                   | 52     | 1,22   |
| Действительных бюллетеней           | Действительных бюллетеней           | 4 266  | 99,44  |
| Недействительных/ пустых бюллетеней | Недействительных/ пустых бюллетеней | 24     | 0,56   |
| Всего                               | Всего                               | 4 290  | 100,00 |
| Источник: Tuesta                    |                                     |        |        |